# Marco Carini
Marco Carini (* 1962 in Hamburg) ist ein deutscher Politikwissenschaftler, Journalist und Autor.

## Biografie
Carini besuchte ab 1974 das Hamburger Gymnasium Grootmoor, an dem er 1983 das Abitur ablegte. Anschließend studierte er an der Universität Hamburg Politikwissenschaft und Germanistik mit dem Abschluss Diplom. Danach war er von 1988 bis 1992 freiberuflicher Journalist, unter anderem für die Hamburger Rundschau, die tageszeitung (taz) und Oxmox, dann von 1992 bis 1997 Redakteur der taz Nord (Redaktion Hamburg), von 1997 bis 1999 Pressesprecher des Finanz- und Energieministeriums Schleswig-Holstein in Kiel, von 1999 bis 2001 Pressesprecher der Bürgerschaftsgruppe Regenbogen in Hamburg. Zudem war er von 1996 bis 2008 geschäftsführender Gesellschafter der Spektrum Kinobetriebe Norderstedt. Von 2005 bis November 2021 war Carini wieder Redakteur der taz Nord. Seit Dezember 2021 ist er Kolumnist der Hamburger Morgenpost.
Sein erstes Buch, Ronald Schill – Der Rechtssprecher, erschien 2002 im Konkret Literatur Verlag. Carini und sein Mitautor Andreas Speit setzen sich darin kritisch mit dem ehemaligen Hamburger Innensenator Ronald Schill und dessen Partei auseinander.
Ebenfalls im Konkret Literatur Verlag veröffentlichte Carini 2008 die Biografie Fritz Teufel – Wenn's der Wahrheitsfindung dient, die sich dem Leben des APO-Veteranen Fritz Teufel widmet.

## Veröffentlichungen
- Ronald Schill – Der Rechtssprecher. Konkret Literatur Verlag, Hamburg, 2002, ISBN 978-3-89458-214-2.
- Holy Horror Christmas – schrecklich wahre Weihnachtsgeschichten. Konkret Literatur Verlag, Hamburg, 2006, ISBN 978-3-89458-250-0.
- Fritz Teufel – Wenn's der Wahrheitsfindung dient. Konkret Literatur Verlag, Hamburg, 2008, ISBN 978-3-89458-260-9.
- No Limits: Kriminalroman. Rotbuch, Berlin, 2010, ISBN 978-3-86789-102-8.
- Muttersuche. Rotbuch, Berlin, 2010, ISBN 3-86789-114-1.
- Die Achse der Abtrünnigen: Über den Bruch mit der Linken. Rotbuch, Berlin, 2012, ISBN 3-86789-148-6.